# Sarcophaga hunti
Sarcophaga hunti är en tvåvingeart som beskrevs av Andy Z. Lehrer 1996. Sarcophaga hunti ingår i släktet Sarcophaga och familjen köttflugor.
Artens utbredningsområde är Kenya. Inga underarter finns listade i Catalogue of Life.